# Yu Zhicheng
Yu Zhicheng (né le 8 juillet 1963) est un athlète chinois, spécialiste du 110 mètres haies.

## Biographie
Il remporte quatre médailles dont deux d'or lors des championnats d'Asie d'athlétisme, et s'impose à deux reprises lors des Jeux asiatiques.

### Palmarès
| Date | Compétition         | Lieu      | Résultat | Épreuve     | Performance |
| ---- | ------------------- | --------- | -------- | ----------- | ----------- |
| 1983 | Championnats d'Asie | Koweït    | 2e       | 110 m haies | 14 s 16     |
| 1985 | Championnats d'Asie | Djakarta  | 1er      | 110 m haies | 13 s 94     |
| 1986 | Jeux asiatiques     | Séoul     | 1er      | 110 m haies | 14 s 07     |
| 1987 | Championnats d'Asie | Singapour | 2e       | 110 m haies | 14 s 06     |
| 1989 | Championnats d'Asie | New Delhi | 1er      | 110 m haies | 14 s 18     |
| 1990 | Jeux asiatiques     | Pékin     | 1er      | 110 m haies | 13 s 82     |

### Records
| Épreuve     | Performance | Lieu    | Date        |
| ----------- | ----------- | ------- | ----------- |
| 110 m haies | 13 s 68     | Tianjin | 6 août 1990 |